# Donges
Donges (bretonska: Donez) är en kommun i departementet Loire-Atlantique i regionen Pays de la Loire i nordvästra Frankrike. Kommunen ligger i kantonen Montoir-de-Bretagne som tillhör arrondissementet Saint-Nazaire. År 2022 hade Donges 8 117 invånare.

## Befolkningsutveckling
Antalet invånare i kommunen Donges
| Referens: INSEE |